# Acer cucullobracteatum
Acer cucullobracteatum é uma espécie de árvore do gênero Acer, pertencente à família Aceraceae.